# Grand Champions Cup femminile 1993
La Grand Champions Cup 1993 si è svolta dal 16 al 21 novembre 1993 a Osaka e Tokyo, in Giappone: al torneo hanno partecipato sei squadre nazionali e la vittoria finale è andata per la prima volta a Cuba.

## Impianti
|                                                                   |                                                                               |  |
|                                                                   |                                                                               |  |
| Osaka-jō Hall Città: Osaka Capienza: 16 000 Anno d'apertura: 1983 | Yoyogi National Gymnasium Città: Tokyo Capienza: 13 291 Anno d'apertura: 1964 |  |

## Regolamento

### Formula
Le squadre hanno disputato un'unica fase con formula del girone all'italiana.

### Criteri di classifica
Sono stati assegnati 2 punti alla squadra vincente e 1 a quella sconfitta.
L'ordine del posizionamento in classifica è stato definito in base a:
- Punti;
- Ratio dei set vinti/persi;
- Ratio dei punti realizzati/subiti;
- Risultati degli scontri diretti.

## Squadre partecipanti
| Squadra     | Qualificazione                             | Ultima partecipazione |
| ----------- | ------------------------------------------ | --------------------- |
| Cina        | 1ª al campionato asiatico e oceaniano 1993 | Debutto               |
| Cuba        | 1ª al campionato nordamericano 1993        | Debutto               |
| Giappone    | Paese organizzatore                        | Debutto               |
| Perù        | 1ª al campionato sudamericano 1993         | Debutto               |
| Russia      | 1ª al campionato europeo 1993              | Debutto               |
| Stati Uniti | Wild card                                  | Debutto               |

## Torneo

### Risultati
| 16 novembre 1993 Yoyogi National Gymnasium, Tokyo Durata: ? - Spettatori: ? | Perù        | 1 - 3 | Cuba        | 15–13, 4–15, 7–15, 8–15          |
| 16 novembre 1993 Yoyogi National Gymnasium, Tokyo Durata: ? - Spettatori: ? | Russia      | 2 - 3 | Cina        | 9–15, 15–7, 13–15, 15–11, 11–15  |
| 16 novembre 1993 Yoyogi National Gymnasium, Tokyo Durata: ? - Spettatori: ? | Giappone    | 3 - 1 | Stati Uniti | 17–15, 13–15, 15–8, 15–13        |
| 17 novembre 1993 Yoyogi National Gymnasium, Tokyo Durata: ? - Spettatori: ? | Cina        | 0 - 3 | Cuba        | 3–15, 13–15, 7–15                |
| 17 novembre 1993 Yoyogi National Gymnasium, Tokyo Durata: ? - Spettatori: ? | Stati Uniti | 3 - 2 | Perù        | 5–15, 10–15, 15–12, 15–7, 15–9   |
| 17 novembre 1993 Yoyogi National Gymnasium, Tokyo Durata: ? - Spettatori: ? | Russia      | 3 - 2 | Giappone    | 15–13, 7–15, 17–15, 11–15, 15–12 |
| 19 novembre 1993 Osaka-jō Hall, Osaka Durata: ? - Spettatori: ?             | Russia      | 1 - 3 | Cuba        | 15–13, 4–15, 7–15, 6–15          |
| 19 novembre 1993 Osaka-jō Hall, Osaka Durata: ? - Spettatori: ?             | Cina        | 3 - 1 | Stati Uniti | 15–7, 15–6, 9–15, 15–6           |
| 19 novembre 1993 Osaka-jō Hall, Osaka Durata: ? - Spettatori: ?             | Giappone    | 3 - 1 | Perù        | 8–15, 15–6, 15–13, 15–1          |
| 20 novembre 1993 Osaka-jō Hall, Osaka Durata: ? - Spettatori: ?             | Cuba        | 3 - 2 | Stati Uniti | 13–15, 15–6, 15–17, 15–10, 15–10 |
| 20 novembre 1993 Osaka-jō Hall, Osaka Durata: ? - Spettatori: ?             | Perù        | 2 - 3 | Russia      | 4–15, 15–11, 15–13, 14–16, 17–19 |
| 20 novembre 1993 Osaka-jō Hall, Osaka Durata: ? - Spettatori: ?             | Giappone    | 1 - 3 | Cina        | 14–16, 17–15, 8–15, 3–15         |
| 21 novembre 1993 Osaka-jō Hall, Osaka Durata: ? - Spettatori: ?             | Stati Uniti | 1 - 3 | Russia      | 15–11, 12–15, 4–15, 3–15         |
| 21 novembre 1993 Osaka-jō Hall, Osaka Durata: ? - Spettatori: ?             | Perù        | 0 - 3 | Cina        | 11–15, 6–15, 11–15               |
| 21 novembre 1993 Osaka-jō Hall, Osaka Durata: ? - Spettatori: ?             | Cuba        | 3 - 0 | Giappone    | 15–9, 15–11, 15–8                |

### Classifica
| Pos | Squadra     | Pt | G | V | P | SV | SP | Ratio | PF  | PS  | Ratio |
| --- | ----------- | -- | - | - | - | -- | -- | ----- | --- | --- | ----- |
| 1   | Cuba        | 10 | 5 | 5 | 0 | 15 | 4  | 3.750 | 280 | 175 | 1.600 |
| 2   | Cina        | 9  | 5 | 4 | 1 | 12 | 7  | 1.714 | 246 | 212 | 1.160 |
| 3   | Russia      | 8  | 5 | 3 | 2 | 12 | 11 | 1.090 | 290 | 290 | 1.000 |
| 4   | Giappone    | 7  | 5 | 2 | 3 | 9  | 11 | 0.818 | 253 | 257 | 0.984 |
| 5   | Stati Uniti | 6  | 5 | 1 | 4 | 8  | 14 | 0.571 | 237 | 299 | 0.792 |
| 6   | Perù        | 5  | 5 | 0 | 5 | 6  | 15 | 0.400 | 217 | 290 | 0.748 |

## Classifica finale
| Pos | Squadra     |
| --- | ----------- |
|     | Cuba        |
|     | Cina        |
|     | Russia      |
| 4   | Giappone    |
| 5   | Stati Uniti |
| 6   | Perù        |

## Premi individuali
| Premio                 | Nome                | Squadra  |
| ---------------------- | ------------------- | -------- |
| MVP                    | Regla Bell          | Cuba     |
| Miglior realizzatrice  | Evgenija Artamonova | Russia   |
| Miglior attaccante     | Regla Bell          | Cuba     |
| Miglior muro           | Asako Tajimi        | Giappone |
| Miglior servizio       | Evgenija Artamonova | Russia   |
| Miglior palleggiatrice | Marlenis Costa      | Cuba     |
| Miglior ricevitrice    | Regla Bell          | Cuba     |